# Matão
Matão es un municipio brasileño del estado de São Paulo. Se localiza a 585 metros de altitud, en la latitud 21°36'12" sur y en la longitud 48°21'57" oeste. Su población medida por el IBGE en 2009 era de 80.222 habitantes, distribuidos en 527,0 km² de área.
Matão tiene dos distritos, el distrito de Sao Lourenço del Turvo y el distrito de Silvania.

## Demografía
Población total: 80.222
Dados del Censo - 2010
Población total:80.222
- Urbana: 78.168
- Rural: 2.054
- Hombres: 40.113
- Mujeres:40.109

Densidad demográfica (hab./km²): 142,3
Mortalidad infantil hasta 1 año (por mil): 10,9
Expectativa de vida (años):
Tasa de fertilidad (hijos por mujer):
Tasa de alfabetización:92,3%
Índice de Desarrollo Humano (IDH-M):
- IDH-M Salario: 0,734
- IDH-M Longevidad:0,813
- IDH-M Educación: 0,871

(Fuente: IPEAFecha)

## Hidrografía
- Río Son Lourenço, Río del Cascavel, Río del Cortume, Río de la Tabuleta, Río del Tobias, Río Maíz Rojo, Río Espiga Roja, Río Las Palmas.

## Transporte
- Aeropuerto (no asfaltado)
- Vía de Ferrocarril Araraquarense

Carreteras
- SP-310 - Carretera Washington Luís
- SP-326 - Carretera Brigadier Faria Lima

## Administración
- Prefecto: Adauto Aparecido Scardoelli (2009/2012)
- Viceprefecto: Luiz Roberto Pedro Antônio
- Presidente de la Cámara: Alessandro Zerbini (2023/2024)

## Religión
El Cristianismo está presente en la ciudad de la siguiente manera:

### Iglesia Católica
La iglesia católica del municipio forma parte de la Diócesis de São Carlos. Matão es conocido por la fiesta de Corpus Christi, con sus tradicionales tapetes de vidrio confeccionados en las calles.

### Iglesia Protestante
En la ciudad están presentes las más diversas creencias evangélicas, principalmente pentecostales, incluidas las Asambleas de Dios de Brasil (la iglesia evangélica más grande del país), Congregación Cristiana, entre otras. Estas denominaciones están creciendo cada vez más en todo Brasil.